# Муха-Цокотуха (мультфильм, 1941)
«Муха-цокотуха» — советский мультфильм 1941 года режиссёра Владимира Сутеева, снятый по одноимённой сказке К. И. Чуковского.

## Сюжет
Муху-Цокотуху во время празднования именин похищает паук, но её спасает благородный комар.

## О мультфильме
Только что законченный фильм «Муха-цокотуха» режиссёр Владимир Сутеев сдавал руководству поздно вечером в субботу 21 июня 1941 года…
— Лариса Малюкова «Предисловие к Энциклопедии отечественной мультипликации», стр. 20
Прокат мультфильма в то время так и не состоялся. В 1950 году, при повторной попытке выпустить его на экраны, выяснилось, что негатив фильма имеет повреждения, а звуковая дорожка утеряна — вследствие чего долгие годы мультфильм считался утраченным. В 1960 году Сутеев и большая часть художников-мультипликаторов, трудившихся над созданием мультфильма 1941 года, сняли новую экранизацию — фактически его цветной ремейк, но с некоторыми отличиями по сюжету и дизайну персонажей. Музыка к нему писалась на основе уцелевшей партитуры Соколова-Камина. В 1990-е Госфильмофонду удалось отпечатать позитивную копию мультфильма 1941 года, в 2014 году она была оцифрована, а в 2018 — представлена к широкому показу (в частности, доступна на Youtube). Звуковую дорожку для него восстанавливали на основе мультфильма 1960 года.